# Línea 38 (Asunción)
La Línea 38 es una empresa de transporte público perteneciente a la Empresa Mariscal López S.R.L. y regulado por el Viceministerio del Transporte (VMT), dependiente del Ministerio de Obras Públicas y Comunicaciones (MOPC). Atraviesa una gran cantidad de ciudades del Gran Asunción y tiene un amplio recorrido dentro de la ciudad de Asunción.

## Itinerario
Realiza varios ramales en el Gran Asunción, y dos principales trayectos en Asunción. Las ciudades que atraviesa son:
- Ypané
- Ñemby.
- San Antonio.
- Villa Elisa.
- Asunción.

### Itinerario en Gran Asunción
| Nombre del Ramal              | Trayecto |
| ----------------------------- | --- |
| San Antonio - Por Villa Elisa | Posee 2 variantes: Por Veracruz (Directo): IDA: Parada de Ypané, Cruce Villeta, Acceso Sur, Padre Américo Ferreira, Curupay, San Carlos, Avenida Ycuá Ca'aguý, Mariscal López, Avenida San Antonio, Avenida Von Poleski, Virgen del Carmen, Rodríguez de Francia, Avenida Tte. Américo Picco, Francia, Avenida Von Poleski, Avenida Defensores del Chaco, Ceferino Ruíz, Fortín Toledo, Acceso Sur hasta Asunción -VUELTA: Desde Asunción, Defensores del Chaco, Avenida Von Poleski, Francia, Avenida Tte. Américo Picco, Avenida Von Poleski, Avenida San Antonio, Mariscal López, Avenida Ycuá Ca'aguy, San Carlos, Curupay, Avenida Padre Américo Ferreira, Paso de Patria, Acceso Sur, Cruce Villeta, Parada de Ypané . Las Garzas - Ypatí: IDA: Parada de Ypané, Cruce Villeta, Acceso Sur, Padre Américo Ferreira, Curupay, Avenida Ycuá Ca'aguý, Mariscal López, Avenida San Antonio, Río Ypané, Río Negro, Avenida de los Eucaliptos, Avenida Central, Avenida San Antonio, Avenida Von Poleski, Virgen del Carmen, Rodríguez de Francia, Avenida Tte. Américo Picco, Francia, Avenida Von Poleski, República de Colombia, José Asunción Flores, Ypatí, 3 de mayo, Oceanía, Palma, Acceso Sur, hasta Asunción. - VUELTA: Desde Asunción, Acceso Sur, Palma, Oceanía, 3 de mayo, Ypatí, José Asunción Flores, República de Colombia, Avenida Von Poleski, Francia, Avenida Tte. Américo Picco, Avenida Von Poleski, Avenida San Antonio, Avenida Central, Avenida de los Eucaliptos, Río Negro, Río Ypané, Avenida San Antonio, Mariscal López, Avenida Ycuá Ca'aguy, San Carlos, Curupay, Avenida Padre Américo Ferreira, Paso de Patria, Acceso Sur, Cruce Villeta, Parada de Ypané . |
| Ñemby - Ytororó - Ypané       | Posee 4 variantes: Ypané-Conavi-Liceo: IDA: San Miguel, Héroes de Ytororó, Calle Conavi, Acceso Sur, Avenida Bernardino Caballero, Acceso Sur, Santa Rosa, Tte. Galearzzi, 9 de agosto, Acceso Sur, hasta Asunción. - VUELTA: Desde Asunción, Acceso Sur, Independencia Nacional, Defensores del Chaco, Acceso Sur, Avenida Bernardino Caballero, Acceso Sur, Calle Conavi, Héroes de Ytororó, San Miguel. Ypané Centro: IDA: (calles sin nombres) Alta tensión, Juan B. Egusquiza, Defensores del Chaco, Avenida Bernardino Caballero, Acceso Sur, Santa Rosa, Tte. Galearzzi, 9 de agosto, Acceso Sur, hasta Asunción. - VUELTA: Desde Asunción, Acceso Sur, Independencia Nacional, Defensores del Chaco, Acceso Sur, Avenida Bernardino Caballero, Asunción, Ministro Maciel, Sin Nombre, Juan B. Egusquiza... Alta Tensión (calles sin nombres). Paso de Oro: IDA: Paso de Patria, Calle Capiatá, Avenida Defensores del Chaco, San Pedro, Asunción, Avenida Bernardino Caballero, Acceso Sur, Santa Rosa, Tte. Galearzzi, 9 de agosto, Acceso Sur, hasta Asunción. - VUELTA: Desde Asunción, Acceso Sur, Independencia Nacional, Defensores del Chaco, Acceso Sur, Avenida Bernardino Caballero, Avenida Defensores del Chaco, Calle Capiatá. Ypané (Directo): Parada de Ypané, Cruce Villeta, Avenida Bernardino Caballero, Acceso Sur, Santa Rosa, Tte. Galearzzi, 9 de agosto, Acceso Sur, hasta Asunción. - VUELTA: Desde Asunción, Acceso Sur, Independencia Nacional, Defensores del Chaco, Acceso Sur, Avenida Bernardino Caballero, Cruce Villeta, Parada de Ypané. |
| Mbocayaty - Salinas           | IDA: Avenida Paraguay, Sin Nombre, 3 de febrero, Santa Rosa, Tres fronteras, (calles sin nombres del barrio Mbocayaty), Santa Cecilia, Roberto Odriozola, Colonia Elisa, Avenida Tte. Américo Picco, Acceso Sur, hasta Asunción. - VUELTA: Acceso Sur, Avenida Tte. Américo Picco, Colonia Elisa, Roberto Odriozola, Santa Cecilia, (calles sin nombres del barrio Mbocayaty), Tres fronteras, Santa Rosa, 3 de febrero, Sin Nombre, Avenida Paraguay hasta Cadete de Boquerón. |
| 38-14 Thompson                | Posee 2 variantes: "3" y "4" (de la desaparecida Línea 14). Ambos ramales son similares dentro de la Colonia Thompson, y siguen el mismo trayecto en cuanto sigue: IDA: Leonardo Salinas, Avenida Bernardino Caballero, Acceso Sur, Santa Rosa, Tte. Galearzzi, 9 de agosto, Acceso Sur, hasta Asunción. - VUELTA: Desde Asunción, Acceso Sur, Independencia Nacional, Defensores del Chaco, Acceso Sur, Avenida Bernardino Caballero, Leonardo Salinas. |

### Itinerario en Asunción
| Nombre del Ramal        | Trayecto |
| ----------------------- | --- |
| Barrio Obrero           | IDA: Desde Gran Asunción, Avenida Fernando de la Mora, Avenida Próceres de Mayo, Avenida Rodríguez de Francia, Brasil, Teniente Fariña, Independencia Nacional, General Díaz, Colón, Atenas, O'Leary, Bogarín (11 pydas.), Itá Pirú, Tacuary, Acosta Ñu, Avenida Estados Unidos, Parada de Asunción. - VUELTA: Avenida Estados Unidos, Acosta Ñu, Antequera, Samudio (10 pydas.), Manuel Anastacio Cabañas, Bogarín (11 pydas.), O'Leary, Atenas, Montevideo, Haedo, Nuestra Señora de la Asunción, Ygatimí, Avenida Rodríguez de Francia, Avenida Próceres de Mayo, Avenida Fernando de la Mora, hasta Gran Asunción. |
| Centro - Colón - Atenas | IDA: Desde Gran Asunción, Avenida Fernando de la Mora, Avenida Próceres de Mayo, Avenida Rodríguez de Francia, Brasil, Teniente Fariña, Independencia Nacional, General Díaz, Colón, Atenas. - VUELTA: Atenas, Montevideo, Haedo, Nuestra Señora de la Asunción, Ygatimí, Avenida Rodríguez de Francia, Avenida Próceres de Mayo, Avenida Fernando de la Mora, hasta Gran Asunción. |

## Puntos de Interés
- Centro de Salud de Ypané.
- Monumento a la Batalla de Ytororó.
- Paraguay Refrescos S.A.
- Centro de Salud de San Antonio.
- Hospital Distrital de Ñemby.
- Clínica Ciudad Mujer.
- Paseo Parque Villa Elisa.
- Terminal de Ómnibus de Asunción.
- Mercado Municipal N° 4.
- Casco histórico de Asunción.
- Asunción Supercentro.
- La Nueva Olla Azulgrana - Club Cerro Porteño.
- Hospital de Barrio Obrero.

- Datos: Q25412447